# フェルディナント・リンドハイマー

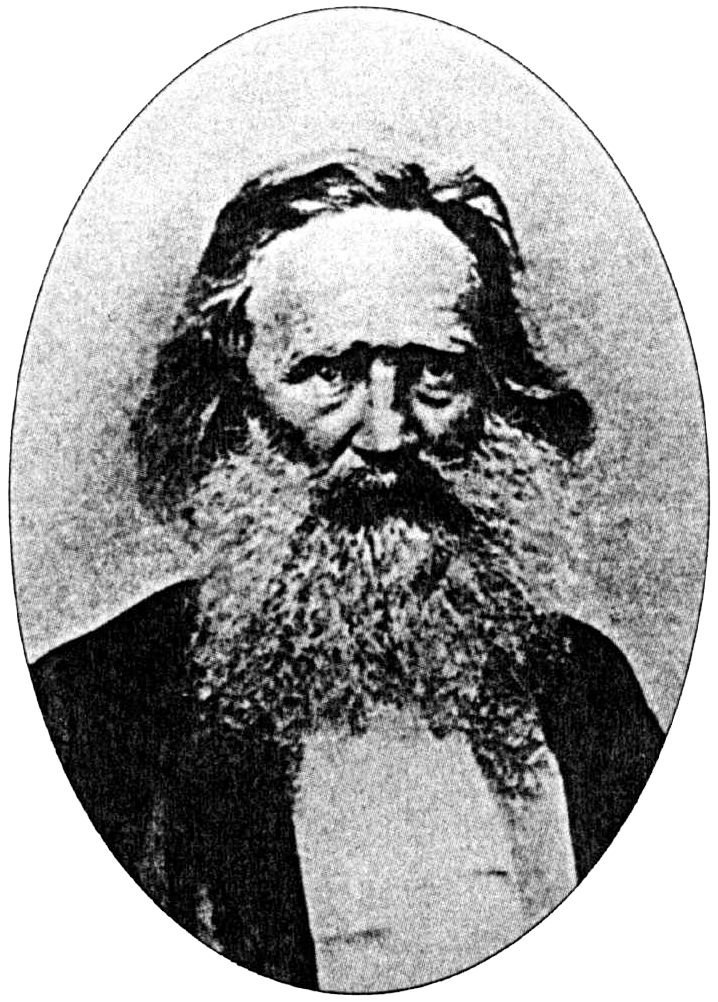
Ferdinand Lindheimer

フェルディナント・ヤーコブ・リンドハイマー（Ferdinand Jakob Lindheimer、1801年5月21日 - 1879年12月2日）はドイツ生まれの植物学者である。アメリカ合衆国の開拓時代のテキサス州で働いた。

## 略歴
フランクフルトの裕福な商人の家に生まれた。地元の高校では後にアメリカ合衆国に渡り、植物学者として有名になるジョージ・エンゲルマン（ゲオルク・テオドール・エンゲルマン）の友人となり、友人たちと植物観察を行った。ヴィースバーデンやイェナやボンの大学で法律と哲学を学んだ後、フランクフルトに戻り、ゲオルク・ブンゼンの私立学校で文学と言語学を教えた。1830年代のはじめから政治的な活動を行った。1833年に学生集団らによる反乱事件が失敗した結果、多くの自由主義的なドイツの知識人が、アメリカに移住し、これらの人々はアメリカでDreissiger (Thirtiers)と呼ばれる。リンドハイマーもブンゼンとともにアメリカに移住した。
イリノイ州、ベルビルから多くの亡命者と合流し、船と徒歩でメキシコのベラクルス州まで旅し、ドイツ人入植地の農園の管理人として働き、16ヶ月をすごし、現地の植物や昆虫を収集した。
1836年にメキシコからテキサスの独立を求めるテキサス革命が起きたのを知り、すぐにニューオリンズに向かいロバートソンJerome Bonaparte Robertsonの率いるケンタッキー義勇軍に参加するが、この隊はメキシコ軍に勝利したサンジャシントの戦いには間に合わなかった。その後、ヒューストン近くの農園で働くが、セントルイスで医師として働き、植物学者としても知られるようになっていたジョージ・エンゲルマンとの間でテキサスの植物を収集する仕事を引き受け、単身、馬車で2頭の猟犬と荒野での植物採集を行った。Louis C. ErvendbergやRosalia Klebergらの植物コレクターのためにも植物を収集した。
テキサスへのドイツ人の入植を行っていた協会「アーデルスフェライン」の支配人と知り合い、1844年にニューブローンフェルズなどに住んだ。
9年間にわたって、テキサスの植物収集に従事し100あまりの新種植物を発見した。キク科の属名、Lindheimeraや サボテン科の種、Opuntia engelmannii などの植物に、リンドハイマーの名前がつけられている。世界中の研究機関にリンドハイマーの採集した標本が残されている。ナミヘビ科の動物の種、Elaphe obsoleta lindheimeri も発見し、リンドハイマーの名前がつけられている。
植物採集の仕事をやめた後、1852年にドイツ語の新聞 "Neu-Braunfelser Zeitung"を設立し、その後の20年間を編集者として働いた。この新聞は第一次世界大戦が始まるまで刊行が続けられた。